# جون نيشيكاوا
جون نيشيكاوا (مواليد 21 فبراير 2002) هو لاعب كرة قدم ياباني يلعب في مركز الوسط في نادي سيريزو أوساكا.

## روابط خارجية
- جون نيشيكاوا على موقع رابطة كرة القدم اليابانية للمحترفين (اليابانية)
- جون نيشيكاوا على موقع إي إس بي إن إف سي (الإنجليزية)
- جون نيشيكاوا على موقع قاعدة بيانات كرة القدم.إي يو (الإنجليزية)
- جون نيشيكاوا على موقع Soccerbase.com (لاعب) (الإنجليزية)
- جون نيشيكاوا على موقع Soccerway.com (الإنجليزية)
- جون نيشيكاوا على موقع عالم كرة القدم.نت (الإنجليزية)